# 湧別技法
湧別技法（ゆうべつぎほう）とは、黒曜石を使用して作る細石刃剥離技術の一つである。
北海道湧別川の源流に近い白滝の露頭に湧別技法という最高級の石器が遠軽町白滝遺跡群第30・32地点出土の資料をもとに、芹沢長介と吉崎昌一によって1961年に確認された。湧別技法によって準備される細石刃核は「白滝型」と「札滑型」に分類されている。細石刃文化期の日本列島と周辺地域の関連を考える上で重要な指標となっている。

## 製作工程
湧別技法によって細石刃を生産する場合、三段階の工程を踏む。
1. 半月形または木葉形の両面加工石器（ブランク）を製作する。
2. 両面加工石器の両端に長軸方向の打撃を複数回加え、器面にほぼ直交する打面を作出する。この段階で、最初に断面三角形の削片が剥離され（ファースト・スポール）、二回目以降では断面台形のスキー状スポールが剥離される。
3. 細石刃を作出する。長軸の一端または両端より剥離作業が行われる。細石刃核は船底形（楔形）を形成する。この時に準備される細石刃核は「白滝型」と「札滑型」に分類される。白滝型は打面に擦痕があることが大きな特徴であり、当初はそれ自体が道具だと考えられていた。（この内、比較的小形の細石刃核の一群で、打面部に縦方向の擦痕が認められるものがある。これを使用痕と考え、この湧別技法をある種の船底形石器の製作技法とみる立場もある。）

## 湧別技法による細石刃の特徴
湧別技法の分布は札滑、白滝第30・32、服部台、置戸安住、タチカルシュナイ遺跡など北海道北部に集中しており、石材には黒曜石を用いる。札滑型細石刃核に関しては北海道から中国山地にまで分布が及んでいる（新潟県月岡遺跡、山形県角二山遺跡など）。札滑型の石材には黒曜石、頁岩の他、各地域に産する石材を利用する傾向がある。
共伴遺物には尖頭器、荒屋型その他の彫器、各種スクレイパーなどがあり、その年代は黒曜石水和層法により、約1万3000B.P.と考えられている。
湧別技法の分布は「中国やサハリン、東シベリア、沿海州、カムチャッカ」にまで達している。特に中国では「河套（かとう）技術」と称されているものは湧別技法と対比されている（しかし、厳密な製作工程に基づいた比較検討はなされておらず、白滝型細石刃核については大陸側で確認されているものはない）。道内に存在するその他の細石刃生産技術、荒屋型彫器などとともに、北海道から東日本の細石刃文化の系統を理解するための重要な指標となっている。